# Mercado social
Un mercado social es un tipo de mercado que se da entre diferentes empresas asociativas que intercooperan entre ellas donde la producción, distribución y consumo de bienes y servicios está basada en criterios democráticos, ecológicos y solidarios.
El conjunto de identidades prestadoras de bienes o servicios que bien pueden ser -cooperativas, sociedades laborales o mutualidades— forman una red de la cual cada una de ellas es un nodo.
Los mercados sociales pueden aportar a las empresas que los integran:
- Aumento de ventas
- Reducción de la incertidumbre y los riesgos
- Fidelización de clientes
- Acceso a tecnología, conocimientos y crédito
- Reconocimiento social e identidad propia